# 陈本 (闽)
陈本（？—926年2月或3月），汀州（治所在今福建省龙岩市长汀县）人，五代十国时期闽国民变领袖。
后唐同光三年十二月十二·辛未（925年12月30日），闽王王审知去世，其子王延翰继位，称威武军留后。与此同时，汀州平民陈本聚众3万起事，围攻汀州城。王延翰派遣右军都监柳邕等人率兵2万讨伐陈本。同光四年正月（926年2月15日—3月16日），柳邕率领的讨伐军击败汀州起义军，斩杀陈本。